# بوريليا شحرورية
بوريليا شحرورية (بالإنجليزية: Borrelia turdi)‏ هي نوع من البكتيريا، سلبية الغرام، تتبع البوريليا. اسمها يعود على عائلها الشحرور.